# Robert Munford
Robert Watson Munford auch: Bob Munford (* 22. Juni 1925 in Worcester, Massachusetts; † 28. Mai 1991 in Water Mill, Long Island, New York) war ein US-amerikanischer Künstler, Lehrer und ein Gründungsmitglied der spanischen Künstlervereinigung Grupo Ibiza 59. Er gilt als einer der Pop-Art-Pioniere. Seine Kunstwerke sind im Hirshhorn Museum and Sculpture Garden in Washington, D.C., im Museum of Modern Art in New York und in der Städtischen Galerie Wolfsburg zu sehen.

## Biographie

### Ausbildung
Robert Munford war der Sohn von Camille Watson Munford und Walter F. Munford, President der United States Steel Corporation.
Er ging auf die Worcester Academy, eine private Schuleinrichtung in Massachusetts. Zur Zeit des Zweiten Weltkrieges war er Mitglied der US-amerikanischen Luftstreitkräfte. Nach dem Krieg entschied er sich für eine Künstlerkarriere und studierte an verschiedenen Kunstschulen und Universitäten. So von 1946 bis 1951 an der Ohio State University, von 1947 bis 1949 am Cleveland Institute of Art, 1947 an der University of Bellas Artes (heute: Instituto Allende), in San Miguel de Allende in Mexiko. Von 1949 bis 1951 war er Mitglied der Art Students League von New York. Um 1951 zog er nach Provincetown, Massachusetts. Zu dieser Zeit stellte Munford in der Sun Gallery und Babcock Gallery in New York City aus. Er war außerdem als freischaffender Illustrator für Zeitschriften wie Fortune Magazine, Esquire und Harper’s Magazine tätig.

### Europa
1956 ging Munford auf die Balearen, zunächst nach Formentera und schließlich nach Ibiza. Dort lebte und arbeitete er von 1957 bis 1966 in Santa Eulària des Riu. Zu jener Zeit war Ibiza eine Künstlerkolonie für Schriftsteller und Künstler aus Nordamerika und ganz Europa.
Auf Ibiza schloss sich Munford der dortigen internationalen Künstlergruppe Grupo Ibiza 59 an. Zu dieser von Erwin Broner gegründeten Formation gehörten auch Erwin Bechtold, Pierre Haubensak, Hans Laabs, Katja Meirowsky, Egon Neubauer, Antonio Ruiz, Bertil Sjöberg, Carlos Sansegundo, Robert Thompson und Heinz Trökes.
Bis 1957 arbeitete Munford in abstrakt expressionistischer Malweise. Sein Werk La Vigie, welches in Paris in der Galerie Lara Vincy gezeigt wurde, ist hierfür ein Beispiel.
In den Jahren 1957 bis 1964 entwickelte Munford seinen Malstil, in seinen Gouachen und Ölgemälden hin zu einer unverwechselbaren Frühform der Pop Art. Die Werke dieser Periode zeichnen sich durch wolkige Atmosphären, figürliche Silhouetten und Pop-Art-Elemente mit Handschriften, Zahlen, Diagrammen, sich wiederholenden gestempelten Bildnissen und fotografische Übertragungen aus. Beispiele dieser Arbeiten sind Hocus Pocus (1961), And Then There Were None (1964) und Pedigree (1963).
Munfords Werke wurden in Europa in verschiedenen Galerien wie z. B. Lara Vincy (Paris), Salon des Réalités Nouvelles (Paris), Galerie Brusberg (Hannover), Galerie Springer (Berlin), Leicester Galleries (London), Galeria Ivan Spence (Ibiza) oder Galerie Handschin (Basel) gezeigt.
In der Paris Ausgabe der New York Herald Tribune von 1963 rezensiert der Kunstkritiker John Ashbery Munfords Ausstellung in der Galerie Lara Vincy und bezeichnet ihn als frühen Pop-Art-Künstler. Der Kunstkritiker Aldo Pellegrini klassifiziert Munford als zu einer Gruppe Künstler der „Neo-Figurativen-Kunst“ wie Larry Rivers, R. B. Kitaj, Peter Saul und Harold Stevenson gehörend.
Von 1962 bis 1965 arbeitete Munford mit der „Druckwerkstatt der Kunstschule auf Schloss Wolfsburg“. Er unterrichtete dort Lithografie und schuf selbst eine Serie von Steindrucken in seinem Proto-Pop-Stil. Das Museum of Modern Art in New York besitzt eine Lithografie aus der Druckwerkstatt Serie.

### New York
1966 kehrte Robert Munford zurück nach New York City. Zwischen 1968 und 1970 entwarf Munford Bühnenbilder für das Michael Abrams Gothic Art Theater, die Brooklyn Academy of Music, die Elliot Feld American Ballet Company und das New York City Centre. 1970 wurde Munford von der Great American Editions beauftragt eine Serie von Siebdrucken mit Zirkus Motiven zu erstellen. Diese Bilder wurden schließlich u. a. im Carlow College (Pittsburgh, Pennsylvania), im Westmoreland Museum (Greensburg, Pennsylvania), Sunrise Museum (Charleston, West Virginia), National Art Museum of Sport, Madison Square Garden (New York), und dem Parrish Art Museum (Southampton, New York) ausgestellt.
1971 wurde Munford Mitglied der Kunstfakultät der Long Island University in Southampton. Hier unterrichtete er in den folgenden zwanzig Jahren Kunst. Er starb am 28. Mai 1991 in Water Mill auf Long Island bei New York.

## Referenzen
- J. Ashbery: „What Happened to Chauvinism“. In: The New York Herald Tribune. 18. Dezember 1963, S. 6.
- Grupo Ibiza 59 – Passat i Present. Ausstellungskatalog. Museu d’Art Contemporani d’Eivissa (Ibiza), 1992.
- Galerie Brusberg: Robert W. Munford, Bilder und Gouachen. Ausstellungskatalog. Galerie Brusberg, Hannover 1962.
- Galerie Brusberg: Robert Munford. Ausstellungskatalog. Galerie Brusberg, Hannover 1964.
- Galerie Lara Vincy: Munford. Ausstellungskatalog. Galerie Lara Vincy Paris 1960.
- Long Island University, Southampton Campus: Sabbatical Exhibition: Robert W. Munford. Southampton, NY, Long Island University, Southampton Campus. 8. September – 4. Oktober 1998. Ausstellungskatalog.
- Museu d’Art Contemporani d’Eivissa: Eivissa, Anys 60: El Naixement de Babel: exposicio al M.A.C. Ausstellungskatalog. Museu d’Art Contemporani d’Eivissa (Ibiza) Sommer 1998.
- A. Pellegrini: New Tendencies in Art. Crown Publishers, New York 1966.
- C. Sansegundo: Obituaries: Robert Munford. In: The East Hampton Star. 6. August 1991.
- Städtische Galerie Wolfsburg: Druck – 50 Jahre Druckwerkstatt im Schloss Wolfsburg. Ausstellungskatalog. Städtische Galerie Wolfsburg, 2011.